# Det Gyldne Kompas (bog)
Det Gyldne Kompas er en roman fra 1996, skrevet af Philip Pullman, og oprindeligt udgivet i England under navnet Northern Lights (siden ændret til The Golden Compass, da bogen udkom i USA). Bogen er første del af serien Det Gyldne Kompas. Forsættelsen til trilogien hedder Skyggernes Kniv og afslutningen Ravkikkerten.
Bogen blev filmatiseret i 2007, Det Gyldne Kompas af New Line Cinema og med instruktion af Chris Weitz. Bogen blev filmatiseret til tv-serien His Dark Materials af BBC/HBO, udgivet i 2019.

## Handling
Historien handler om den 11-årige pige Lyra. Hun har ingen forældre og bor derfor på Jordan-Kollegiet i Oxford. Lyra har en onkel som hedder Lord Asriel. Hendes bedste ven er køkkendrengen Roger. Lyras onkel rejser tit og hun ser derfor ikke meget til ham.
Begivenhederne foregår i en verden, hvor alle mennesker har en daimon, et dyr som er menneskernes sjæl i dyreskikkelse. Daimoner kan skifte skikkelse indtil deres menneske har overstået puberteten. Lyras daimon hedder Pantalaimon, også kaldet Pan.
Rundt omkring i Oxfords gader løber der et rygte om nogle voksne, som fanger børn og bliver kaldt "Snappere". Det er ikke noget Lyra og Roger bekymrer sig om indtil Roger forsvinder. Lyra bliver helt ude af sig og vil finde Roger lige meget hvad.
Aftenen efter bliver Lyra inviteret til middag hos Rektor. Ved middagen sidder Lyra ved siden af en ung og smuk dame som hedder Mrs. Coulter, hvis daimon er en gylden abe. Efter middagen vil Rektor snakke med Lyra. Han spørger om Lyra vil bo hos Mrs. Coulter fordi Jordan ikke er et godt sted at bo for hende. Hun trænger til at have kvindeligt selskab og begynde i skole (der er kun mænd og gamle damer på Jordan). Dagen efter flyver hun med Mrs. Coulter til London. De flyver med en zeppeliner. Inden de tager af sted giver Rektor Lyra et kompas af en art, det er tungt og lavet af guld. Der er tre visere i stedet for en. På skiven er der en masse små billeder. Rektor siger at Lyra selv må finde ud af at bruge det, men hun må aldrig vise det til Mrs. Coulter. I zeppelineren på vej til London siger Mrs. Coulter at Lyra skal med hende til nord og være hendes assistent. Mrs. Coulter lærer Lyra en masse forskellige ting, blandt andet grammatik. Lyra får en masse polarudstyr. En aften hvor fru Coulter holder et aftenselskab hører Lyra hvad "Snapperne" gør, de skærer børns daimoner væk så man hverken er død eller levende. Hun finder også ud af at Mrs. Coulter er formand for "Snapperne". Da Lyra hører det, flygter hun og Pan.
Nede ved havnen bliver hun overfaldet, men reddet af er nogle jypsier fra Oxford (en jypsi er et menneske som bor på vandet i både). De fortæller Lyra, at de er ude efter "Snapperne" og troede at dem hun blev overfaldet af var "Snappere". Lyra bliver boende hos jypsierne, men hun skal holde sig gemt for Mrs. Coulter.
Lyra kommer med til et møde hvor der kommer jypsier fra nær og fjern som gerne vil høre om "Snapperne", fordi de har mistet en masse børn. Til mødet er der også to mænd den ene er meget gammel og hedder Farder Coram den anden hedder John Faa.
Efter mødet, er det besluttet at der skal et hold krigere op til nord for at befri de børn som er fangede. John Faa, Lyra, Fader Coram og en masse jypsi-krigere tager noget tid efter op til nord. De sejler det første stykke vej. På vejen lærer Lyra at aflæse alethiometret, det er et kompas som kan se ind i tiden. Fader Coram siger at de er meget sjældne. Han fortæller også Lyra at Mrs. Coulter er hendes mor og Lord Asriel er hendes far.
Da de kommer til nord, møder Lyra den gamle luftskipper Lee Scoresby, som tager med dem. Lyra hjælper også en panserbjørn med at finde dens panser. Bjørnens navn er Iorek Byrnison. Da de finder dens panser vil den rejse med dem og kun gøre hvad John Faa siger.
Noget tid efter da de rejser med hundeslæde bliver de angrebet af hekse og Lyra bliver samtidig bortført og solgt til "Snapperne". "Snapperne" holder til på Bolvangar ude på isen. På Bolvangar måler de "Støv" på børn og deres daimoner. Ved aftensmaden ser Lyra Roger og hun fortæller ham at der er nogle jypsier på vej for at redde dem og de andre børn. Roger fortæller at Mrs. Coulter kommer på besøg.
Ved en brandøvelse sniger Lyra og Roger sig væk hen til det sted, hvor de skærer børnenes daimoner væk, ved hjælp af heksens daimon. Langs væggen er der en masse bure fuld af daimoner som er blevet skåret væk fra deres børn. Lyra lukker burene op og der kommer en heksedaimon og hjælper dem med at finde deres mennesker(hekses daimoner kan komme så langt væk som de vil, modsat menneskers der kan kun komme et lille stykke væk). Nogle dage efter flygter Lyra og de andre børn. Lyra sætter ild til køkkenet og Bolvangar springer i luften.
Da Lyra falder ud af luftballonen lander hun midt på Svalbard. Her møder hun bjørnekongen Iofur Raknison, som hun får overtalt til en tvekamp med Iorek Byrnison når han ankommer til slottet. Da Iorek ankommer til slottet går tvekampen straks i gang, Iorek ser ud til at ville tabe, men dræber Iofur og bliver den nye Bjørnekonge.
Iorek Byrnison kommer lidt før jypsierne og hjælper børnene med at flygte. Efter børnene er kommet sikket over til jypsierne, tager panserbjørnen Lyra og Roger med til Lord Asriel på Lyras og John Faas ordre. Der vil Lyra give ham kompasset. Dagen efter Lyra og Roger er kommet frem, er Roger og Lord Asriel væk. Lyra løber ud til panserbjørnen og siger, at han skal følge efter Lord Asriel og Roger. Inden de når frem skal de over en isbro så Lyra må forsætte alene, for hvis bjørnen gik med ville broen bryde sammen.
Da Lyra når hen til Lord Asriel er han ved at åbne nordlyset med en maskine han har lavet. For at åbne nordlyset skal han bruge en enorm energi som han får ved at skære Roger væk fra sin daimon. Efter en masse besværligheder når Lyra alligevel ikke at redde Roger. Hun ser Lord Asriel gå ind i den anden verden bag nordlyset og beslutter sig at følge efter. Inden hun går sparker hun Rogers døde krop ud over klippeskrænten så de vilde ulve ikke spiser ham. Hun vil nu finde Rogers sjæl og få den tilbage til livet.